# Cynanchum appendiculatum
Cynanchum appendiculatum là một loài thực vật có hoa trong họ La bố ma. Loài này được Choux mô tả khoa học đầu tiên năm 1923.